# Khuit II
Khuit II (xwit) va ser una reina egípcia de la VI dinastia. Era una esposa del rei Teti II, el primer faraó de la VI dinastia d'Egipte.
Khuit podria haver estat una esposa reial destacada del regnat de Teti. Si és així, el seu rol seria posteriorment assumit per la reina Iput I. Khuit podria haver estat la mare del rei Userkare (segons Jánosi i Callender), tot i que també s'ha proposat una reina anomenada Khentkaus IV com a mare d'Userkare. Khuit era mare de Tetiankhkem i possiblement també de Seixseixet Xeixit.
Segons els seus monuments, Khuit tenia els títols següents:
- Dona del Rei (ḥmt-niswt)
- Dona del Rei, la seva estimada (ḥmt-niswt mryt.f)
- Companya d'Horus (smrt-ḥrw)

Les piràmides d'Iput I i Khuit II van ser descobertes entre juliol de 1897 i febrer de 1899 per Victor Loret al nord del complex de piràmides de Teti a Saqqara.
Loret va pensar inicialment que la tomba de Khuit era una mastaba. Les excavacions de la dècada de 1960 de Maragioglio i Rinaldi van suggerir per primera vegada que Khuit havia estat enterrada en una piràmide. També s'hi van trobar restes de maçoneria pertanyents a les ruïnes d'un petit temple mortuori. Més excavacions realitzades el 1995 per Hawass van confirmar que la tomba de Khuit era una piràmide. Les excavacions de la mateixa piràmide van revelar una cambra funerària amb un sarcòfag de granit rosa. El temple funerari associat al seu complex funerari es troba a l'est de la piràmide. El temple incloïa una sala d'ofrenes amb una porta falsa i un altar. Les parets del temple estaven decorades i mostraven escenes de portadors d'ofrenes.